# Juan Salvador Narváez Latorre
Juan Salvador de Narváez y Fernández de Castro (Cartagena, 1788-Bogotá, 1827) fue un político colombiano.
Patriota de la independencia de Colombia.

## Biografía
Hijo de una renombrada familia de Cartagena su madre era doña María Isidora Fernández de Castro y su padre era Antonio de Narváez (1733-1812), ingeniero que dirige las obras de las murallas y del Canal del Dique de Cartagena, brigadier y gobernador de Panamá y luego de Santa Marta, mariscal de campo (1802) y comandante general de Cartagena (1808).
Siendo todavía muy joven, en 1810 Juan Salvador acompaña a su padre a la Junta Revolucionaria que proclamó en Cartagena la independencia. 
Participa en la campaña contra los realistas de Santamarta durante los años 1812 y 1813, y posteriormente acompaña a Simón Bolívar en las campañas de Magdalena y Venezuela en 1813. En 1816 siendo General defendió Cartagena del sitio tendido por las fuerzas realistas españolas comandadas por Pablo Morillo. Logra escapar tras la rendición y huye en un buque corsario junto con su joven esposa Ana Herrera que contaba dieciséis años y su pequeña hija, pero debido a diversas vicisitudes que deben afronta en su huida fallece su hijita, pero ellos logran llegar a la Jamaica británica.
En 1820, regresa a Nueva Granada, donde es capturado por las tropas realistas, encerrado en la cárcel de Santamarta y es condenado a muerte, aunque, de manera impensada logra que a último momento le perdonen la vida al realizar una señal masónica al oficial del pelotón que debía fusilarlo. Este hecho está consignado en los anales de la logia de Cartagena.
Regresa a la guerra y entre 1821 y 1823 toma parte activa de las campañas de Riohacha y Valledupar contra las tropas realistas. A partir de 1824, se establece en Bogotá, donde ocupó varios cargos públicos: primero fue senador por Cartagena, y luego se le encarga negociar el reconocimiento de Colombia por parte de Gran Bretaña.  Luego es designado gobernador de Cartagena y jefe del Estado Mayor General de Cundinamarca.